# Grb Svetog Kristofora i Nevisa
Grb Svetog Kristofora i Nevisa prihvaćen je 1967., a kao državni grb upotrebljava se od 1983. godine, nakon proglašenja neovisnosti ove otočke države. Kao i kod ostalih karipskih država koje su bile kolonije Velike Britanije, grb ima šljem na kojem je nacionalni simbol, te štit kojem je sa svake strane po jedna životinja. U ovom je slučaju nacionalni simbol baklja koju drže tri ruke, ruka Afrikanca, Europljanina i osobe miješanog podrijetla, a životinje su dva pelikana, koji stoje ispred kokosove palme i stabljike šećerne trske. Na štitu se nalazi jedrenjak te simboli Engleske i Francuske.
U podnožju je geslo Svetog Kristofora i Nevisa, "Country above self".